# Happy (Rolling Stones-sang)
 For alternative betydninger, se Happy. (Se også artikler, som begynder med Happy)
"Happy" er en sang af The Rolling Stones, der stammer fra deres album Exile On Main St. fra 1972. Guitaristen Keith Richards synger denne sang. Udgivet som den anden single fra dette album fik den en plads 22. på den amerikanske chart .
Selvom den er krediteret til Richards og Mick Jagger, var det dog hovedsagelig Richards, der skrev ”Happy” sent i 1971, mens han ventede på, at de andre skulle dukke på. Det originale nummer blev indspillet på Nellcôte, Frankrig, hvor de brugte Rolling Stones Mobile Studio. Richards sang, spillede guitar og bass, mens produceren Jimmy Miller spillede trommer, og saxofonisten Bobby Keys spillede perkussion . Klaveret, der bliver spillet af Nicky Hopkins, blev tilføjet senere, ligesom Jim Prices trompet, slide-guitaren af Mick Taylor og kor fra Jagger .  
”Happy” bliver generelt betragtet som Keiths bedste sang som forsanger. Sangen er meget populær til liveshows, hvor Keith optræder med den omkring midten af showet for at give Mick en chance til at få en pause. 
Som livenummer findes den på albummene Love You Live og Live Licks. Desuden findes den på opsamlingsalbummene Made in the Shade og Forty Licks.

## Eksterne kilder og henvisninger
- Officiel tekst
- Tekst og info om ”Happy”
- Hør Keith Richards ”Happy”

### Fodnote
1. ↑  Arkiveret 16. oktober 2007 hos  Wayback Machine The Rolling Stones: Complete Singles Chart Entries [US & UK, 1963-2006]
2. ↑  Happy by The Rolling Stones Songfacts
3. ↑  Happy – Lyrics